# Dominanz (Psychologie)
|  | Dieser Artikel wurde aufgrund von formalen oder inhaltlichen Mängeln in der Qualitätssicherung Biologie zur Verbesserung eingetragen. Dies geschieht, um die Qualität der Biologie-Artikel auf ein akzeptables Niveau zu bringen. Bitte hilf mit, diesen Artikel zu verbessern! Artikel, die nicht signifikant verbessert werden, können gegebenenfalls gelöscht werden. Lies dazu auch die näheren Informationen in den Mindestanforderungen an Biologie-Artikel. |

Unter Dominanz versteht man in der Biologie und in der Anthropologie, dass ein Individuum oder eine Gruppe von Individuen gegenüber einem anderen Individuum bzw. einer Gruppe einen höheren sozialen Status hat, worauf letzteres unterwürfig reagiert. Das Gegenteil von Dominanz ist Unterwürfigkeit bzw. Subordination / Submissivität.

## Biologie
Dominanz-Hierarchien sind bei vielen Tieren einschließlich der Primaten und auch beim Menschen zu finden.
Individuum A schränkt die Rechte und Freiheiten von Individuum B ein und gesteht sich selber diese Rechte und Freiheiten zu, was von B akzeptiert wird.
Dominanz ist immer beziehungsspezifisch und ist zeit- und situationsabhängig.

## Psychologie
In der Psychologie spricht man von Dominanzverhalten, wenn ein Individuum das Verhalten eines oder mehrerer anderer Individuen beherrschen bzw. kontrollieren möchte.
Wie Dominanzverhalten gesellschaftlich bewertet wird – etwa ob es erwartet wird oder sanktioniert wird – unterscheidet sich je nach Kultur und je nach Geschlecht.

## BDSM
Im Bereich des BDSM bedeutet Dominanz, dass jemand durch die Anwendung bestimmter physischer oder psychischer Methoden die Kontrolle über andere Menschen oder eine Situation erlangen kann oder es tatsächlich tut, soweit der Andere die Kontrolle freiwillig so weit abgibt. In diesem Kontext ist das Gegenstück zum dominanten der devote Part.